# Cestrum schlechtendalii
Cestrum schlechtendalii är en potatisväxtart som beskrevs av George Don jr. Cestrum schlechtendalii ingår i släktet Cestrum och familjen potatisväxter. Inga underarter finns listade i Catalogue of Life.